# Dave Elman
Dave Elman (6 de maio de 1900 - 5 de dezembro de 1967) foi um notável locutor de rádio, comediante e compositor americano, além de uma figura importante no campo da hipnose . Ele é mais conhecido hoje como o autor de Findings in Hypnosis (1964). Ao longo de sua vida, ele também foi conhecido como o criador e apresentador do popular programa de rádio Hobby Lobby, também como compositor e letrista.

## Biografia
Dave Elman (nascido David Kopelman), filho dos pais Jacob e Lena, nasceu em 6 de maio de 1900, em Park River, Dakota do Norte. Em 1902, a família mudou-se para Fargo, onde iniciou um negócio na Front Street, fabricando perucas, interruptores e equipamentos de desempenho relacionados.
Em 1906, eles mudaram seu negócio de fabricação de perucas para o Edifício Kopelman, que construíram na 514 1st Street. No porão, eles prestavam serviços de mikvah para que as mulheres judias da comunidade pudessem se purificar por meio de uma limpeza especial. Lena também abriu um salão de beleza na porta ao lado.
Logo depois disso, Jacob foi diagnosticado com câncer. Quando um amigo da família aliviou a dor intratável muito rapidamente com a hipnose, Elman começou a aprender essas técnicas com ele e começou a perceber as vastas possibilidades da hipnose no alívio da dor fora dos procedimentos médicos tradicionais.
Jacob morreu em novembro de 1908, deixando sua esposa grávida com seis filhos. No início da adolescência, Elman trabalhou em bicos para ajudar a família. Ele era um músico talentoso no saxofone e no violino, e usou seu raciocínio rápido e amor por entreter para se apresentar na comunidade como um cômico.

## Carreira e vida posterior
A atuação de Elman acabou levando ao circuito vaudeville , e ele se mudou para Nova Iorque em 1922. Seu nome artístico no vaudeville era Elman, abreviado de Kopelman quando seu faturamento como "O hipnotizador mais jovem e mais rápido do mundo" não cabia em fachadas ou materiais promocionais. Depois de ficar insatisfeito com o trabalho em boates, mais tarde ele conseguiu um emprego trabalhando para editoras musicais. Foi nessa época que Dave conheceu o famoso compositor e músico de blues W. C. Handy, com quem trabalhou por alguns anos. As canções mais conhecidas que a dupla escreveu durante este período foram "Atlanta Blues", que mais tarde foi gravada por dezenas de outros artistas, incluindo Louis Armstrong, e "Oh Papa!". Foi enquanto trabalhava com Handy que ele conheceu sua futura esposa, Pauline Reffe.
Durante os anos 1923-1928, Elman estava ansioso para entrar no rádio. Em 1928, ele conseguiu seu primeiro emprego na WHN , uma grande estação de rádio na cidade de Nova Iorque. Logo depois, foi contratado pela Columbia Broadcasting System (CBS), de Nova Iorque, onde se tornou conhecido como um homem de ideias. Ele escreveu, produziu, dirigiu e atuou em seus próprios shows, bem como em outros. Ele escreveu uma série de programas de Kate Smith.
Em 1937, ele abordou a NBC com uma ideia para um novo programa: "Pessoas comuns se tornariam defensores de seus hobbies incomuns", que seriam julgados por uma celebridade convidada. A NBC aprovou e, em 6 de outubro de 1937, Elman estreou Hobby Lobby. O programa se tornou popular e milhares de cartas chegaram a cada semana de pessoas que queriam falar sobre seus hobbies. Muitas celebridades também procuraram estar no programa de Elman. Quando Elman saiu de férias em 2 de agosto de 1939, a primeira-dama Eleanor Roosevelt aceitou o convite para ser seu substituto como anfitrião. Mais tarde, quando foi hospitalizado para uma cirurgia na vesícula biliar, Roosevelt foi mais uma vez o hospedeiro provisório. Ela também colaborou com Dave Elman em um filme que defende o uso de hobbies como atividades para soldados, que ela descreveu em sua coluna de jornal "My Diary". Hobby Lobby esteve no ar até 1948.
Em 1949, Elman decidiu prosseguir ensinando hipnose para médicos e dentistas. De 1949 a 1962, ele viajou extensivamente por toda a América ensinando seu curso de treinamento em hipnose como uma série de lições chamadas "Relaxamento Médico", que ele publicou como gravações de áudio. Ele também gravou uma série de gravações intitulada "Hypno-Analysis", que eram sessões reais de hipnose que ele referiu para seu curso. Em 1963, após uma longa enfermidade, ele decidiu escrever suas descobertas sobre o assunto. Foi um livro de 336 páginas que ele ditou para sua esposa, Pauline, uma estenógrafa, e depois deu a seu filho Robert Elman, autor e editor, para editar. Ele registrou os direitos autorais e publicou o livro em 1964 com o título Findings in Hypnosis. Elman morreu repentinamente em 5 de dezembro de 1967, após se recuperar de um ataque cardíaco cinco anos antes.
O trabalho de Elman continua a ser promovido por seu filho e nora, Larry e Cheryl Elman através do Instituto Dave Elman.

## Livros
- 1964 Findings in Hypnosis. Self-published. Clifton, New Jersey
- 1970 Explorations in Hypnosis. Nash Pub. ISBN 0-8402-1143-0[5]
- 1978 Hypnotherapy, Westwood Pub. ISBN 0-930298-04-7[6]